# Cassine (Italie)
Pour les articles homonymes, voir Cassine.
Cassine est une commune de la province d'Alexandrie dans le Piémont en Italie.

## Administration
| Période        | Période  | Identité              | Étiquette                                                                | Qualité |
| -------------- | -------- | --------------------- | ------------------------------------------------------------------------ | ------- |
| septembre 2020 | En cours | Carlo Felice Maccario | liste : Impegno per il Bene Comune (Engagement en faveur du bien commun) |         |

### Hameaux
Caranzano, Gavonata, Sant'Andrea

### Communes limitrophes
Alice Bel Colle, Castelnuovo Bormida, Gamalero, Maranzana, Mombaruzzo, Ricaldone, Rivalta Bormida, Sezzadio, Strevi

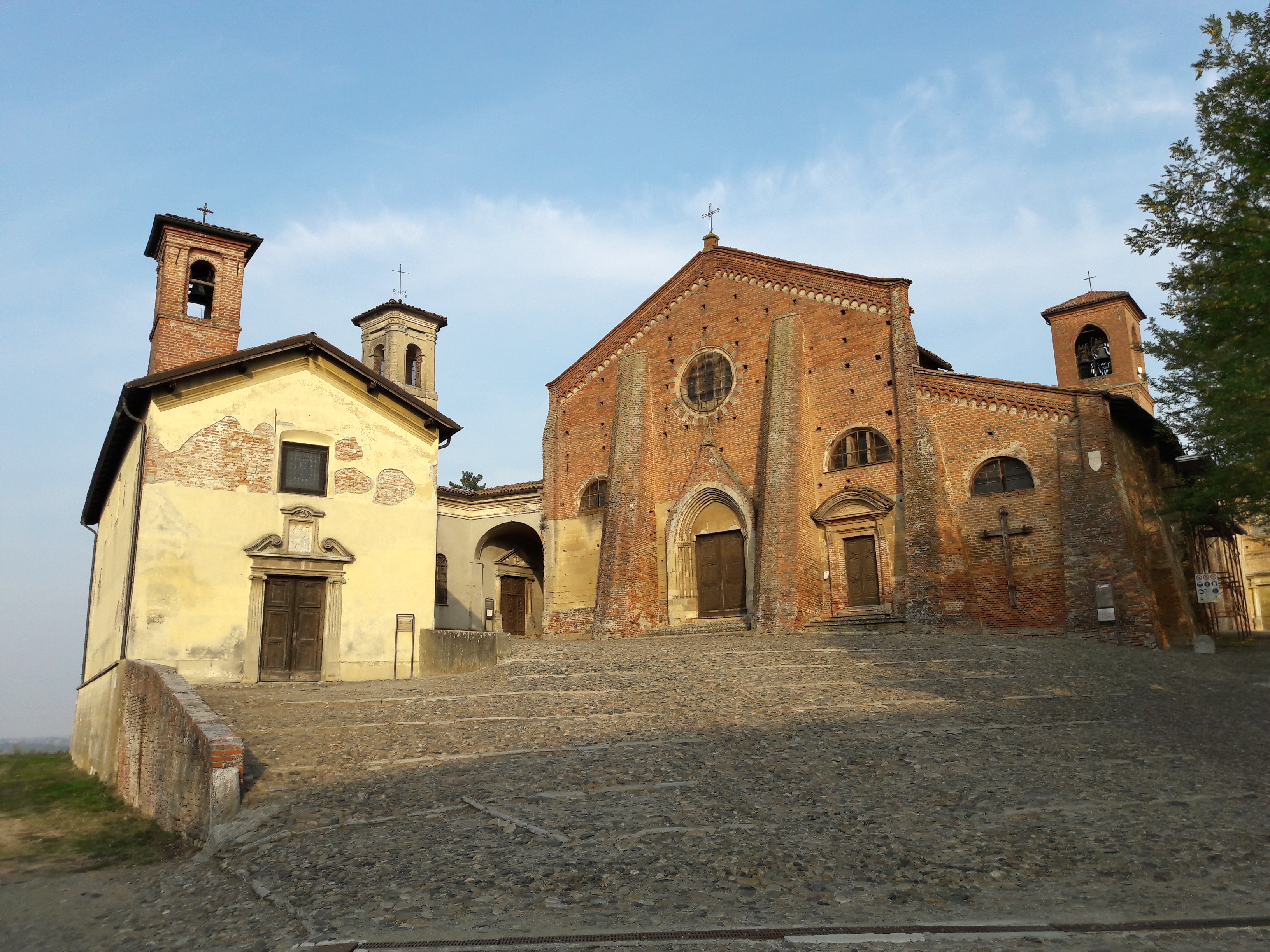
L'église Saint-François.